# Diverticulose
Diverticulose é a condição de ter várias bolsas (divertículos) no cólon que não estão inflamadas. Estas são saídas da mucosa e submucosa do cólon através de fraquezas das camadas musculares na parede do cólon. Os divertículos não causam sintomas na maioria das pessoas. A doença diverticular ocorre quando os divertículos ficam clinicamente inflamados, uma condição conhecida como diverticulite.
Os divertículos geralmente ocorrem no cólon sigmoide, o que é comum para o aumento da pressão. O lado esquerdo do cólon é mais comumente afetado nos Estados Unidos, enquanto o lado direito é mais comumente afetado na Ásia. O diagnóstico geralmente é feito durante a colonoscopia de rotina ou como um achado incidental durante a tomografia computadorizada.
É comum nos países ocidentais, com cerca de metade das pessoas com mais de sessenta anos afetadas no Canadá e nos Estados Unidos. Os divertículos são incomuns antes dos quarenta anos e aumentam em incidência após essa idade. As taxas são mais baixas na África; as razões para isso permanecem obscuras, mas podem envolver a maior prevalência de uma dieta rica em fibras em contraste com a dieta pobre em fibras característica de muitas populações ocidentais.

## Fisiopatologia

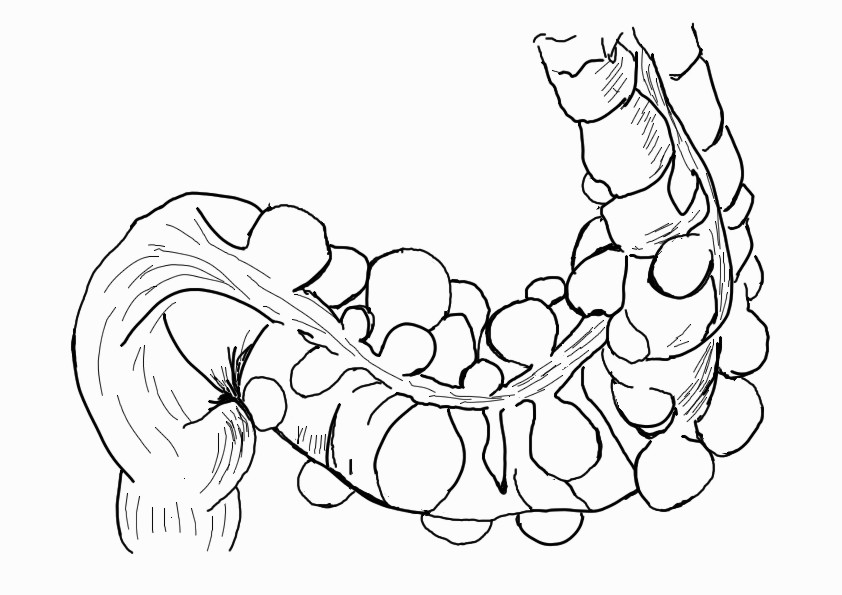
Desenho mostrando um cólon sigmóide com muitos divertículos

Os mecanismos precisos pelos quais os divertículos são formados são desconhecidos. Várias teorias foram propostas, incluindo suscetibilidade genética, dieta, motilidade intestinal, alterações no microbioma e inflamação. Uma teoria importante sugere que os divertículos se formam em áreas enfraquecidas da parede do cólon que são submetidas a pressão aumentada. Sabe-se que a resistência da parede do cólon diminui com a idade. Teorias anteriores propuseram que a matéria fecal impactada e certos alimentos ficariam presos nos divertículos (causando assim trauma), o que causava fluxo sanguíneo deficiente, morte das células da parede intestinal afetada e perfuração intestinal. Teorias mais recentes têm questionado esse paradigma.

## Epidemiologia
A prevalência da diverticulose aumenta progressivamente com a idade. Aproximadamente 50% das pessoas com mais de 60 anos e 70% das pessoas com mais de 80 anos têm diverticulose. Essa doença é comum nos EUA, Grã-Bretanha, Austrália, Canadá e é incomum na Ásia e na África. Divertículos de boca grande estão associados à esclerodermia. A doença diverticular é mais comum em distúrbios do colágeno, como a síndrome de Ehlers-Danlos.

## História
A ênfase moderna no valor da fibra na dieta começou com Thomas L. Cleave. Um argumento forte foi feito por Neil Painter e Adam Smith de que uma deficiência de fibra dietética é a causa da doença diverticular. Eles argumentaram que os músculos do cólon precisavam se contrair fortemente para transmitir e expelir as fezes pequenas associadas a uma dieta deficiente em fibras. O aumento da pressão dentro da seção segmentada do intestino ao longo dos anos deu origem à hérnia no ponto vulnerável onde os vasos sanguíneos entram na parede do cólon.